# Szitás (Bákó megye)
Szitás (Nicorești) település Romániában, Moldvában, Bákó megyében.

## Fekvése
A Tatros mentén, Onyesttől keletre, Újfalu (Satu Nou) és Bahána közt fekvő település.

## Leírása
Szitásnak a 2002-es népszámlálási adatok szerint 946 lakosa volt, kivétel nélkül római katolikusok. A falu szinte teljesen magyar nyelvű.